# Owady drapieżne

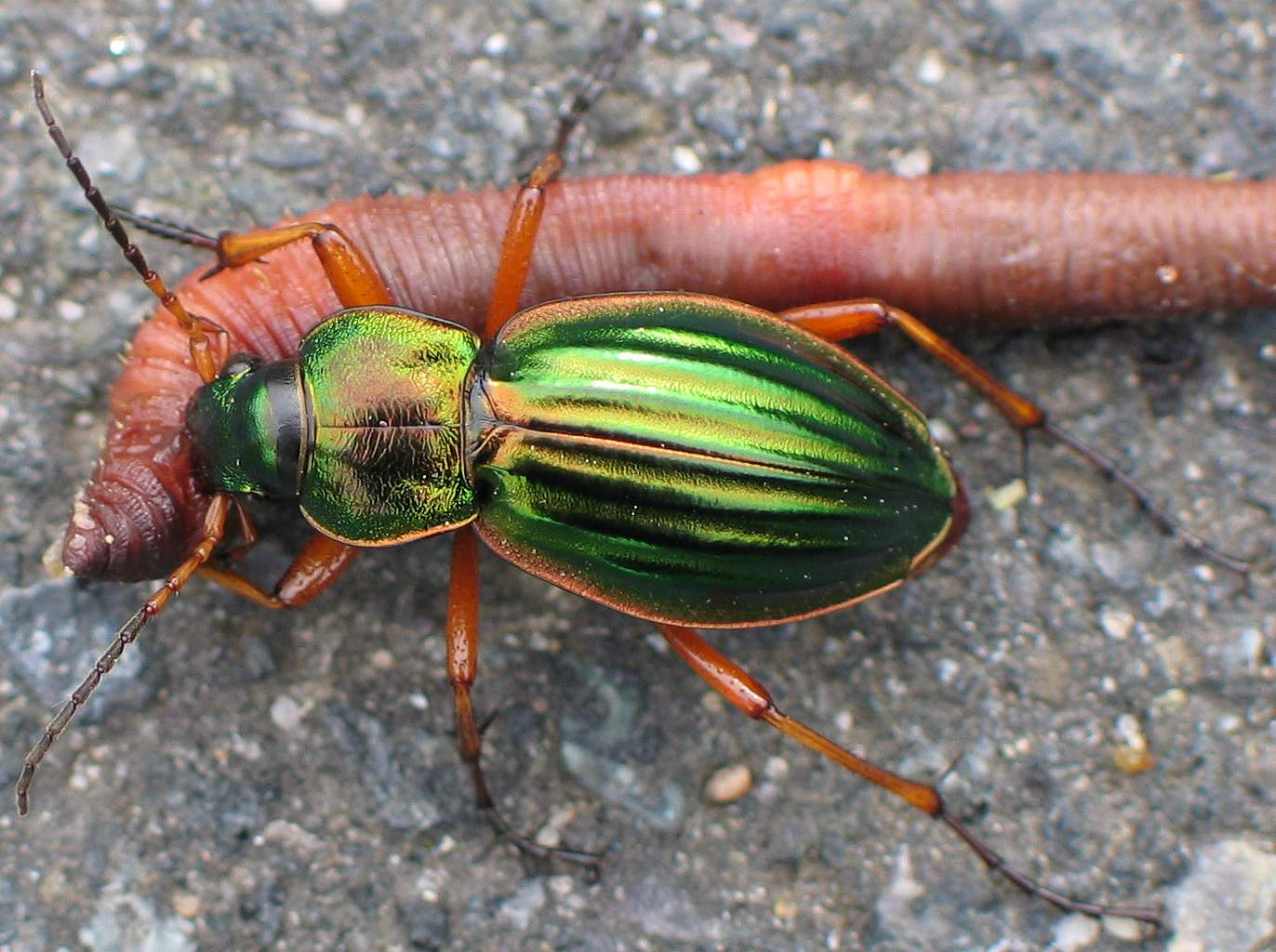
Chrząszcz z rodziny Carabidae zjadający dżdżownicę

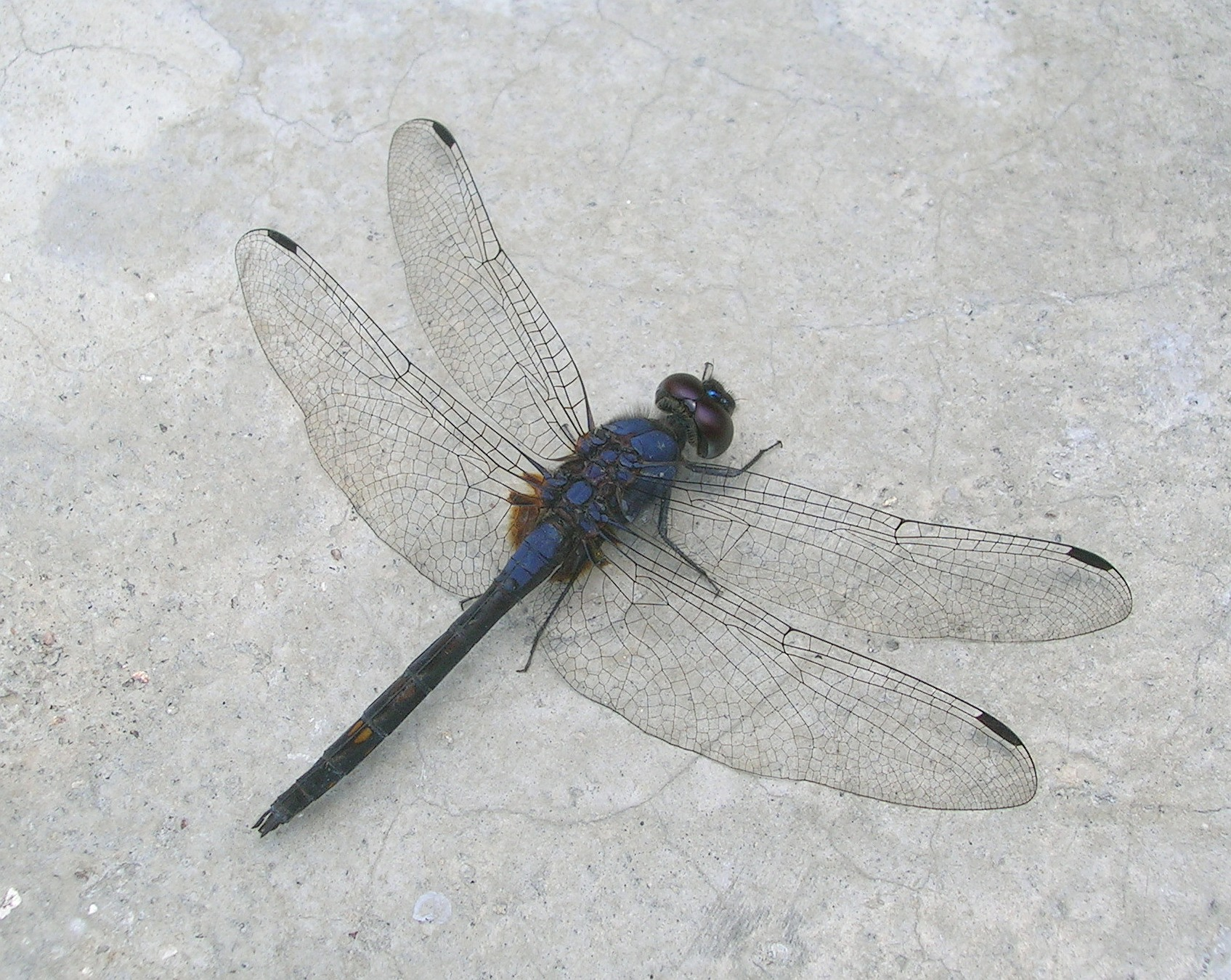
Ważka

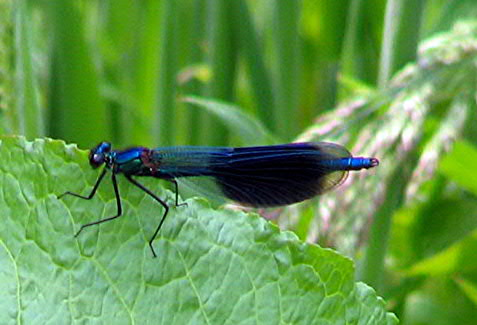
Ważka świtezianka

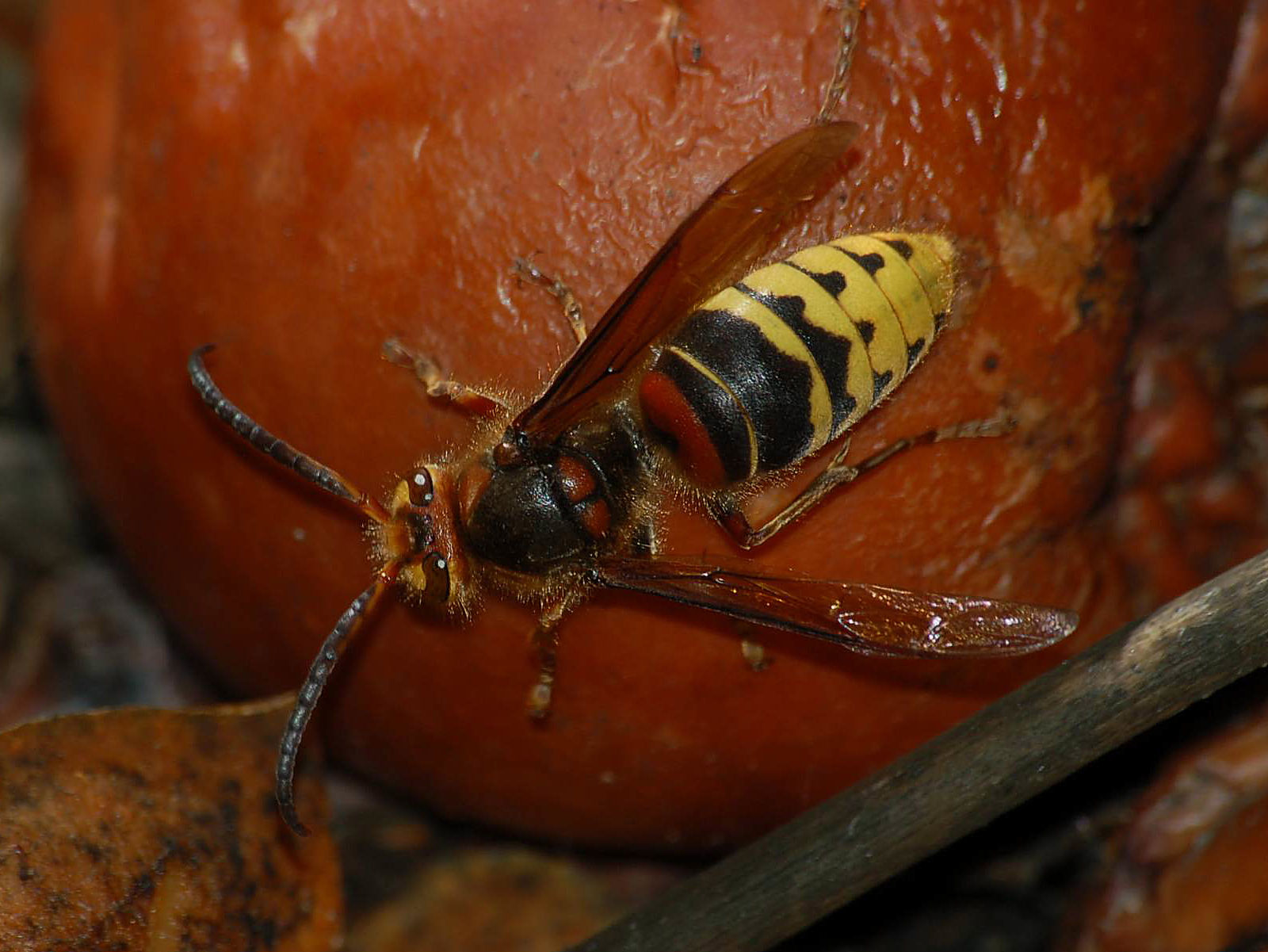
Szerszeń – przykład drapieżnej błonkówki, osy karmią swoje larwy innymi upolowanymi owadami, dorosłe uzupełniają swoją dietę sokami roślinnymi i owocami

Owady drapieżne – grupa ekologiczna owadów, drapieżniki, obejmująca gatunki mięsożerne (rodzaj pokarmu) jak również gatunki aktywnie polujące (sposób zdobywania pokarmu) (zobacz też: funkcjonalne grupy troficzne, zoofagia). Szczególnym przypadkiem drapieżnictwa u owadów jest synechtria.
Do grup „mięsożernych” (a więc ze względu na odżywianie się „mięsem” czyli ściślej tkankami innych zwierząt – zobacz też zoofagia) należą m.in.
- nekrofagi (np. Silpha thoracica, grabarz pospolity)
- pasożyty (w tym owady krwiopijne)
- parazytoidy (gąsieniczniki)
- typowe drapieżniki

Dieta ta może dotyczyć całego cyklu życiowego lub larwy mogą inaczej odżywiać się niż dorosłe (imago).
Do owadów drapieżnych zaliczamy gatunki, których osobniki rozwijają się kosztem więcej niż jednej ofiary, najczęściej drapieżnik jest większy od ofiary a kontakt drapieżcy z ofiarą jest zazwyczaj krótkotrwały. Przykładowo przekrasek mróweczka zabija więcej ofiar niż wynika z zapotrzebowania pokarmowego. Chrząszcz z rodziny Carabidae – tęcznik większy w ciągu całego cyklu życiowego zabija i zjada około 550 gąsienic brudnicy nieparki. Innym przykładem typowego owada drapieżnego jest biedronka Hyperaspis, która zjada w ciągu swojego życia ponad 3000 osobników czerwców.
Przystosowaniem do drapieżnego trybu życia u owadów są dobrze wykształcone narządy zmysłu. Gatunki o nocnym trybie życia wykorzystują zmysły topochemiczne (np. złotook). Gatunki aktywne w ciągu dnia mają dobrze wykształcone oczy (np. trzyszcz).
Drapieżne owady stosują różne sposoby polowania, np.: zasadzkę (larwy trzyszczy, zajadki), aktywną pogoń (ważki, świetlikowate) oraz zastawienie pułapki (larwy chruścików, np. Cyrnus, Holocentropus). Ofiarami owadów drapieżnych są różne grupy zwierząt, raczej niewielkich rozmiarów (w przypadku, gdy ofiara jest znacznie większa od drapieżnika używa się terminów pasożytnictwo, zobacz np. wszy, pchły, owady krwiopijne).

## Typy biologiczne drapieżców wśród owadów
W 1964 Sweetman wyróżnił dwa kryteria typów biologicznych wśród owadów drapieżnych:
ze względu na składanie jaj:
- 1. jaja składane są w bezpośrednim sąsiedztwie ofiary,
- 2. jaja są składane w środowisku otaczającym ofiarę,
- 3. jaja są składane niezależnie od charakteru ofiary lub jej środowiska.

Równocześnie ze względu na cykl życiowy wyróżnił:
- a. drapieżny tryb życia prowadzą tylko larwy,
- b. drapieżnikami są zarówno larwy jak i imagines, ofiary należą do tych samych taksonów,
- c. drapieżnikami są zarówno larwy jak i imagines, lecz ofiary należą do różnych grup systematycznych (innych niż drapieżnik),
- d. tylko stadia imaginalne są drapieżnikami.

Przykłady:
- typ 1a – niektóre Chalcidoidea
- typ 2a – Rhagionidae
- typ 1b – większość Chrysopidae
- typ 2b – wiele gatunków chrząszczy i pluskwiaków różnoskrzydłych
- typ 3a – niektóre Orthoptera, Coleoptera i Heteroptera
- typ 1c – niektóre Muscidae
- typ 2c – Myrmeleon
- typ 3d – Empididae

Gdy drapieżne są tylko larwy, Imagines zazwyczaj odżywiają się pyłkiem i nektarem kwiatowym lub spadzią i sokami roślinnymi a tylko wyjątkowo są foliofagami. Jeśli drapieżne są tylko stadia imaginalne, larwy są najczęściej saprofagami lub fitofagami.
Podział ze względu na zakresy tolerancji pokarmowej i specjalizację. Udział pokarmu zwierzęcego w diecie owadów drapieżnych może być różny. Euzoofagi odżywiają się wyłącznie innymi bezkręgowcami (wyłącznie mięsożerne). Hemizoofagi pobierają pokarm mieszany. Parazoofagi odżywiają się pokarmem mięsnym tylko sporadycznie (a więc są drapieżne tylko wyjątkowo).

## Ofiary
- Owady – owady jako najliczniejsza grupa dostępnych dla małych drapieżników ofiar, stanowią najliczniejsza grupę zjadaną przez owady drapieżne. Przekraskowate (Cleridae), drapieżne, zjadają dzikie pszczoły i osy w gniazdach oraz korniki. Przedstawiciele przekrasek mróweczka, barciel pszczołowiec. Nadrzewka (Xylodrepa quadripunctata), odżywia się innymi owadami. Omomiłek Cantharis fusca – drapieżne są larwy i imagines (zjadają inne owady).
- Pająki – są pokarmem m.in. pasożytniczych błonkówek i ważek równoskrzydłych.
- Ślimaki – zjadane są przez biegaczowate, świetlikowate i niektóre inne drapieżne owady. Świetliki (Lampyris) – larwy są drapieżne, odżywiają się głównie ślimakami. Dorosłe się nie odżywiają, korzystając jedynie z zapasów zgromadzonych w ciele tłuszczowym.
- Ryby – narybek zjadany jest przez duże gatunki z rodziny Dytiscidae (rodzaj Dytiscus).